# 兵庫県道450号野桑有年停車場線
兵庫県道450号野桑有年停車場線（ひょうごけんどう450ごう のくわうねていしゃじょうせん）は、兵庫県赤穂郡上郡町から赤穂市に至る一般県道である。

## 概要
赤穂郡上郡町野桑から赤穂市有年横尾に至る。

### 路線データ
- 起点：赤穂郡上郡町野桑（兵庫県道28号上郡末広線交点、兵庫県道449号多賀相生線上）
- 終点：赤穂市有年横尾（JR西日本山陽本線 有年駅前）
- 総延長：8.467 km

## 路線状況

### 重複区間
- 兵庫県道449号多賀相生線（赤穂郡上郡町野桑）
- 兵庫県道5号姫路上郡線（赤穂郡上郡町宿 - 上郡町宇治山・宇治山交差点）
- 国道373号（赤穂郡上郡町釜島 - 赤穂市有年原・有年原交差点）
- 国道2号（赤穂市有年原・有年原交差点 - 赤穂市有年横尾・有年駅前交差点）

### 道路施設

#### 橋梁
- 天神橋（高田川、赤穂郡上郡町）

## 地理

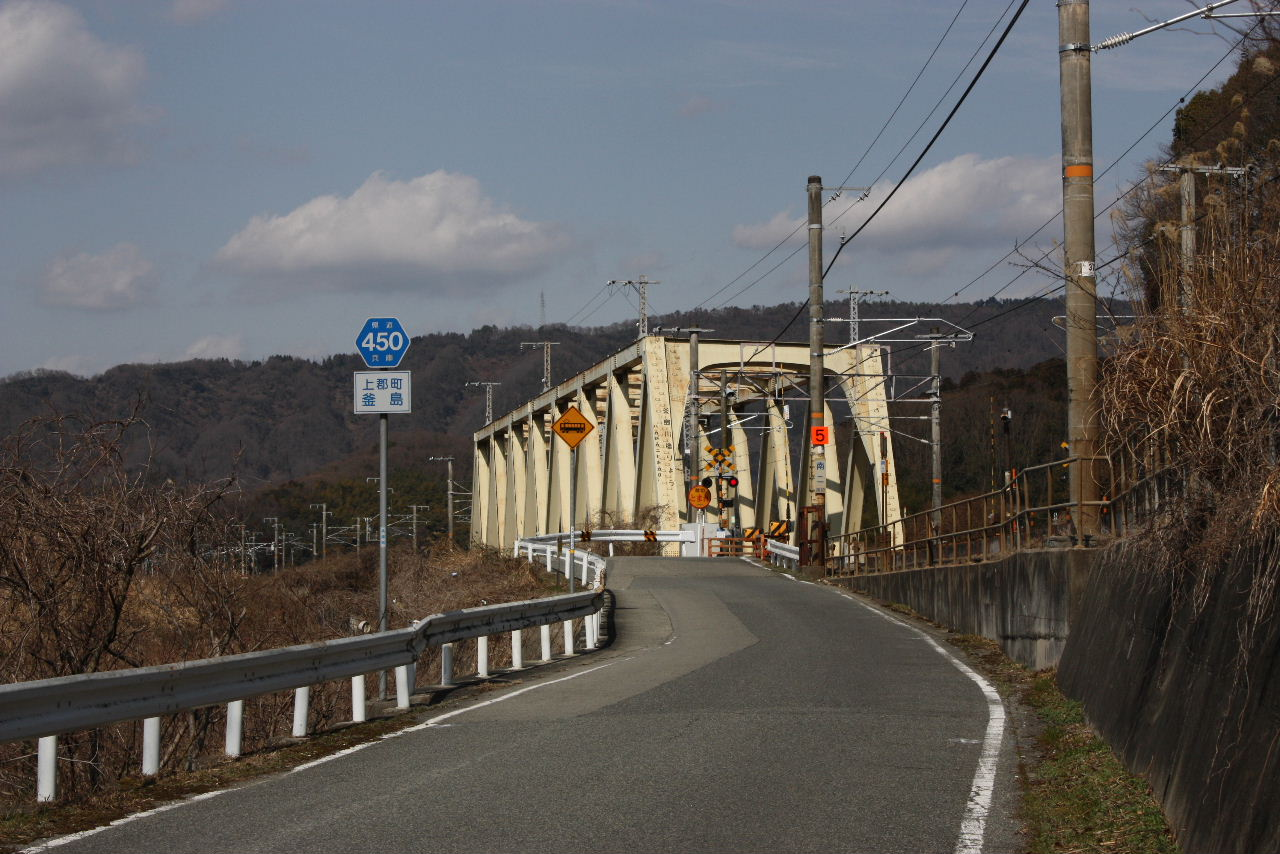
赤穂郡上郡町釜島
JR西日本山陽本線 南二踏切付近

### 通過する自治体
- 赤穂郡上郡町
- 赤穂市

### 交差する道路
| 交差する道路                                                | 市町村名 | 市町村名 | 交差する場所 | 交差する場所   |
| ----------------------------------------------------------- | -------- | -------- | ------------ | -------------- |
| 兵庫県道28号上郡末広線 兵庫県道449号多賀相生線 重複区間起点 | 赤穂郡   | 上郡町   | 野桑         | 起点           |
| 兵庫県道449号多賀相生線 重複区間終点                        | 赤穂郡   | 上郡町   | 野桑         |                |
| 未供用区間                                                  |          |          |              |                |
| 兵庫県道5号姫路上郡線 重複区間起点                          | 赤穂郡   | 上郡町   | 宿           |                |
| 兵庫県道5号姫路上郡線 重複区間終点                          | 赤穂郡   | 上郡町   | 宇治山       | 宇治山交差点   |
| 国道373号 重複区間起点                                      | 赤穂郡   | 上郡町   | 釜島         |                |
| 国道2号 重複区間起点 国道373号 重複区間終点                 | 赤穂市   | 赤穂市   | 有年原       | 有年原交差点   |
| 兵庫県道525号周世有年原線                                   | 赤穂市   | 赤穂市   | 有年原       |                |
| 国道2号 重複区間終点 兵庫県道457号高雄有年横尾線            | 赤穂市   | 赤穂市   | 有年横尾     | 有年駅前交差点 |

### 交差する鉄道
- 山陽本線

### 沿線
- 相生警察署 野桑駐在所
- 上郡町立高田小学校
- JR西日本山陽本線 有年駅